# Ikioma Areena
Die Ikioma Areena (bis 2016 Kalevankankaan jäähalli) ist eine Eissporthalle in der finnischen Stadt Mikkeli. Die Halle wurde im Jahr 1982 eröffnet und hatte ursprünglich 5900 Zuschauerplätze. Von 2011 bis 2013 wurde die Ikioma Areena grundlegend renoviert. Seit der letzten Renovierung im Jahr 2016 bietet sie Platz für bis zu 4200 Zuschauer.
In der Arena trägt der Eishockeyclub Mikkelin Jukurit aus der Liiga, der höchsten finnischen Eishockeyliga, seine Heimspiele aus. Der Besucherrekord mit 4357 Zuschauern wurde am 3. April 2002 beim Spiel zwischen Jukurit und KooKoo (5:1) aufgestellt.
Neben der Halle befindet sich eine Eisbahn, die im Jahr 2000 fertiggestellt wurde.